# Palaeomymar mandibulatus
Palaeomymar mandibulatus är en stekelart som beskrevs av Mikhail Vasilievich Kozlov och Alexandr Rasnitsyn 1979. Palaeomymar mandibulatus ingår i släktet Palaeomymar och familjen bälgnacksteklar. Inga underarter finns listade i Catalogue of Life.